# Landujan
Landujan település Franciaországban, Ille-et-Vilaine megyében. Lakosainak száma 930 fő (2022. január 1.). Landujan Irodouër, Médréac, Montauban-de-Bretagne, Saint-Pern és La Chapelle du Lou du Lac községekkel határos.

## Népesség
A település népességének változása:
| Lakosok száma | 680  | 589  | 640  | 853  | 970  | 981  | 934  | 929  | 924  | 930  |
|               | 1968 | 1982 | 1990 | 2006 | 2013 | 2015 | 2017 | 2019 | 2020 | 2022 |